# Mount Engelstad
Mount Engelstad är ett berg i Antarktis. Det ligger i Västantarktis. Nya Zeeland gör anspråk på området. Toppen på Mount Engelstad är 3 252 meter över havet.
Terrängen runt Mount Engelstad är varierad. Trakten är obefolkad. Det finns inga samhällen i närheten.